# Schweizer Alpine Skimeisterschaften 2001
Die Schweizer Alpinen Skimeisterschaften 2001 fanden zwischen dem 24. März und dem 1. April 2001 an zwei verschiedenen Orten statt. Riesenslaloms und Slaloms wurden in Melchsee-Frutt ausgetragen, Abfahrten und Super-Gs in St. Moritz.

## Herren

### Abfahrt
| Platz | Name                 | Zeit        |
| ----- | -------------------- | ----------- |
| 01    | Silvano Beltrametti  | 1:28,85 min |
| 02    | Ambrosi Hoffmann     | 1:29,88 min |
| 03    | Franco Cavegn        | 1:30,12 min |
| 04    | Paul Accola          | 1:30,38 min |
| 05    | Jürgen Hasler (LIE)  | 1:30,42 min |
| 06    | Didier Défago        | 1:30,45 min |
| 07    | Rolf von Weissenfluh | 1:30,49 min |
| 08    | Didier Cuche         | 1:30,58 min |
| 09    | Daniel Züger         | 1:30,61 min |
| 10    | Luca Cattaneo (ITA)  | 1:30,84 min |

Datum: 27. März 2001

Ort: St. Moritz

### Super-G
| Platz | Name                    | Zeit        |
| ----- | ----------------------- | ----------- |
| 01    | Silvano Beltrametti     | 1:19,74 min |
| 02    | Paul Accola             | 1:20,05 min |
| 03    | Franco Cavegn           | 1:20,17 min |
| 04    | Ambrosi Hoffmann        | 1:20,23 min |
| 05    | Christophe Saioni (FRA) | 1:20,49 min |
| 06    | Steve Locher            | 1:20,76 min |
| 07    | Jürgen Hasler (LIE)     | 1:20,80 min |
| 08    | Rolf von Weissenfluh    | 1:20,83 min |
| 09    | Didier Cuche            | 1:20,85 min |
| 10    | Marco Büchel (LIE)      | 1:20,89 min |

Datum: 28. März 2001

Ort: St. Moritz

### Riesenslalom
| Platz | Name                  | Zeit        |
| ----- | --------------------- | ----------- |
| 01    | Michael von Grünigen  | 1:54,45 min |
| 02    | Marco Büchel (LIE)    | 1:55,21 min |
| 03    | Thomas Geisser        | 1:55,34 min |
| 04    | Paul Accola           | 1:55,76 min |
| 05    | Beni Hofer            | 1:56,01 min |
| 06    | Tobias Grünenfelder   | 1:56,23 min |
| 07    | Andrea Zinsli         | 1:56,37 min |
| 08    | Martin Marinac (AUT)  | 1:56,56 min |
| 09    | Ambrosi Hoffmann      | 1:56,72 min |
| 10    | Ronald Stampfer (AUT) | 1:56,86 min |

Datum: 31. März 2001

Ort: Melchsee-Frutt

### Slalom
| Platz | Name                   | Zeit        |
| ----- | ---------------------- | ----------- |
| 01    | Michael von Grünigen   | 1:34,67 min |
| 02    | Urs Imboden            | 1:35,08 min |
| 03    | Martin Marinac (AUT)   | 1:35,21 min |
| 04    | Markus Ganahl (LIE)    | 1:35,27 min |
| 05    | Reinfried Herbst (AUT) | 1:35,32 min |
| 06    | Roger Zweifel          | 1:35,36 min |
| 07    | Daniel Défago          | 1:35,41 min |
| 08    | Marco Casanova         | 1:35,57 min |
| 09    | Pierre Egger (AUT)     | 1:35,67 min |
| 10    | Andrea Zinsli          | 1:35,87 min |

Datum: 1. April 2001

Ort: Melchsee-Frutt

### Kombination
| Platz | Name             |
| ----- | ---------------- |
| 01    | Paul Accola      |
| 02    | Didier Défago    |
| 03    | Ambrosi Hoffmann |

## Damen

### Abfahrt
| Platz | Name               | Zeit        |
| ----- | ------------------ | ----------- |
| 01    | Corinne Rey-Bellet | 1:33,71 min |
| 02    | Ruth Kündig        | 1:34,64 min |
| 03    | Monika Dumermuth   | 1:34,68 min |
| 04    | Sylviane Berthod   | 1:34,90 min |
| 05    | Martina Schild     | 1:35,09 min |
| 06    | Marilyn Sterchi    | 1:35,18 min |
| 07    | Tanja Pieren       | 1:35,22 min |
| 08    | Ella Alpiger       | 1:35,28 min |
| 09    | Tamara Müller      | 1:35,30 min |
| 10    | Carmen Casanova    | 1:35,45 min |

Datum: 27. März 2001

Ort: St. Moritz

### Super-G
| Platz | Name                | Zeit        |
| ----- | ------------------- | ----------- |
| 01    | Corinne Rey-Bellet  | 1:23,41 min |
| 02    | Tamara Müller       | 1:25,18 min |
| 03    | Monika Dumermuth    | 1:25,28 min |
| 04    | Sibylle Murer       | 1:25,95 min |
| 05    | Sylviane Berthod    | 1:26,30 min |
| 06    | Chemmy Alcott (GBR) | 1:26,96 min |
| 07    | Martina Schild      | 1:26,99 min |
|       | Marilyn Sterchi     | 1:26,99 min |
| 09    | Catherine Borghi    | 1:27,25 min |
| 10    | Corinne Imlig       | 1:27,26 min |

Datum: 27. März 2001

Ort: St. Moritz

### Riesenslalom
| Platz | Name                    | Zeit        |
| ----- | ----------------------- | ----------- |
| 01    | Sonja Nef               | 2:09,62 min |
| 02    | Corinne Rey-Bellet      | 2:10,66 min |
| 03    | Lilian Kummer           | 2:11,86 min |
| 04    | Petra Zakouřilová (CZE) | 2:12,94 min |
| 05    | Birgit Heeb (LIE)       | 2:12,98 min |
| 06    | Marlies Oester          | 2:13,66 min |
| 07    | Ella Alpiger            | 2:14,96 min |
| 08    | Tanya Bühler            | 2:15,02 min |
| 09    | Fränzi Aufdenblatten    | 2:15,12 min |
| 10    | Tamara Schädler (LIE)   | 2:15,21 min |

Datum: 24. März 2001

Ort: Melchsee-Frutt

### Slalom
| Platz | Name                    | Zeit        |
| ----- | ----------------------- | ----------- |
| 01    | Sonja Nef               | 1:39,04 min |
| 02    | Petra Zakouřilová (CZE) | 1:39,37 min |
| 03    | Ines Zenhäusern         | 1:40,40 min |
| 04    | Lilian Kummer           | 1:41,79 min |
| 05    | Diana Fehr (LIE)        | 1:42,44 min |
| 06    | Rabea Grand             | 1:43,18 min |
| 07    | Katja Jossi             | 1:43,36 min |
| 08    | Tamara Schädler (LIE)   | 1:43,64 min |
| 09    | Xavière Fournier        | 1:44,30 min |
| 10    | Tanya Bühler            | 1:44,59 min |

Datum: 25. März 2001

Ort: Melchsee-Frutt

### Kombination
| Platz | Name         |
| ----- | ------------ |
| 01    | Ella Alpiger |
| 02    | Tanya Bühler |
| 03    | Ruth Kündig  |